# Kerby Farrell
Kerby Farrell (Leapwood, Tennessee, 3 septembre 1913 - Nashville, Tennessee, 17 décembre 1975) est un joueur américain de baseball qui a évolué en ligue majeure en 1943 et 1944. Farrell a ensuite occupé un poste de manager chez les Cleveland Indians en 1957.

## Carrière
Joueur de première base de ligues mineures à Jackson (Mississippi), Beckley (Virginie Occidentale), Tyler (Texas), Memphis (Tennessee), Greenvile (Caroline du Sud), Canton (Ohio) et Little Rock (Arkansas), Farrell profite du départ à l'armée de nombreux joueurs à l'occasion de la Seconde Guerre mondiale pour faire son apparition en Ligue majeure. 
Après sa courte expérience au plus haut niveau, il devient manager-joueur à Erie (Pennsylvanie) en 1941 et 1942, à Spartanburg (Caroline du Sud) de 1947 à 1950 et à Cedar Creek (Iowa) en 1951. Il enregistre de bons résultats et devient alors manager à temps plein des Indianapolis Indians, club école Triple-A de l'organisation des Cleveland Indians. Champion avec Indianapolis en 1956, Farrell est nommé manager des Cleveland Indians en 1957. La sixième place enregistrée en fin de saison est la plus mauvaise performance des Indians depuis onze ans. Farell est remercié.
Manager de Miami (1958), Buffalo (1959-1963, 1965), Salinas (1964) et Williamsport (1965) en ligues mineures, Farrell retrouve les ligues majeures en étant instructeur des Chicago White Sox (1966-1969) puis des Cleveland Indians (1970-1971). Il achève sa carrière d'entraîneur à la tête des formations Lynchbourg (Caroline du Sud) en 1972 et Tacoma (Washington) en 1973 en ligues mineures. Il est recruteur pour les Minnesota Twins en 1974.